# Gustaaf Joos
Pour les articles homonymes, voir Joos (homonymie).
Gustaaf Joos, né le 5 juillet 1923 à Saint-Nicolas en Belgique et décédé le 2 novembre 2004, est un cardinal belge. 

## Biographie
Gustaaf Joos est ordonné prêtre le 7 octobre 1946 pour le diocèse de Gand. Il est titulaire d'un doctorat en droit canon obtenu à l'Université pontificale grégorienne à Rome. C'est à Rome qu'il se lie d'amitié avec Karol Wojtila, futur Jean-Paul II, lorsqu'ils sont résidents au  collège pontifical belge.
Il partage son temps entre un ministère en paroisse et l'enseignement de la théologie morale à Alost, puis au grand séminaire de Gand.
En 1959, il est nommé notaire du tribunal ecclésiastique diocésain, puis en 1961, défenseur du lien et enfin en 1984 président de ce même tribunal, tout en conservant toujours un ministère paroissial.
Il est consacré évêque à 80 ans avec le titre d'évêque titulaire d'Ypres, dix jours avant d'être créé cardinal par Jean-Paul II au consistoire du 21 octobre 2003 avec le titre de cardinal-diacre de S. Pier Damiani ai Monti di S. Paolo.